# اناری (میکرونزی)
اُناری یا اونانو یک روستا و منطقه شهرداری در ناحیه اکسوریتود در ایالت چوک کشور ایالات فدرال میکرونزی است. اناری در خاور آب‌سنگ حلقوی نامونوییتو قرار دارد و دو آبخوست بیهُف، اُناری، و آبخوست خرد بِهیلیپِر را در بر می‌گیرد.
{{Infobox settlement
|name=اُناری|native_name=اونانو|native_name_lang=|motto=|image_map=Namonuito.png|map_alt=|map_caption=|pushpin_map=Federated States of Micronesia|pushpin_label_position=|pushpin_map_alt=|pushpin_map_caption=|latd=8|latm=45|lats=12.96|latNS=N|longd=150|longm=20|longs=21.48|longEW=E